# Porphobilinogène
Le porphobilinogène (PBG) est un pyrrole intermédiaire de la biosynthèse des porphyrines. Dans le cytoplasme, il est produit à partir du δ-aminolévulinate par la porphobilinogène synthase et est converti en hydroxyméthylbilane par la porphobilinogène désaminase.
La porphyrie aiguë intermittente se traduit par l'augmentation du taux de porphobilinogène urinaire.